# Фундація (цикл творів)

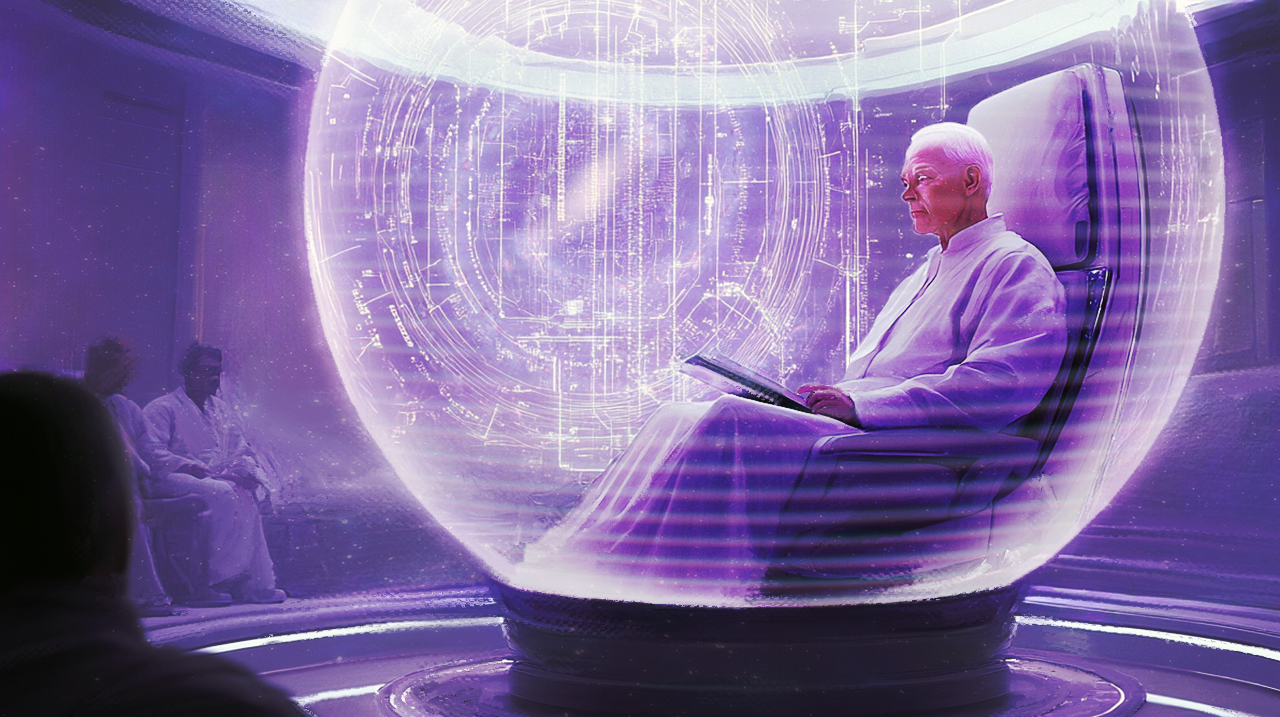
Гарі Селдон повідомляє свій план Фундації

Фундація (англ. Foundation) — вигаданий всесвіт, що об'єднує цикл із семи романів Айзека Азімова, класика наукової фантастики, про Роботів, становлення Імперії та Фундацію; розповідає про розпад могутньої Галактичної імперії та її прискорене відродження з допомогою «плану Селдона». Входить до складу 19-томного циклу Айзека Азімова «Історія майбутнього».

## Романи циклу
За хронологією подій
1. «Прелюдія до Фундації» (1988)
2. «На шляху до Фундації» (1993)
3. «Фундація» (1951)
4. «Фундація та Імперія» (1952)
5. «Друга Фундація» (1952)
6. «Межа Фундації» (1982)
7. «Фундація та Земля» (1986)

За датою видання
1. «Фундація» (1951)
2. «Фундація та Імперія» (1952)
3. «Друга Фундація» (1952)
4. «Межа Фундації» (1982)
5. «Фундація та Земля» (1986)
6. «Прелюдія до Фундації» (1988)
7. «На шляху до Фундації» (1993)

### Інші романи
Після смерті Азімова цикл «Фундація» був продовжений іншими авторами, серед яких провідні фантасти сьогодення. Ці, нові, романи публікуються з дозволу організації, що опікується спадщиною Азімова.

## Стислий зміст

Гарі Селдон у голографічному зображенні на обкладинці

Гарі Селдон, найвидатніший математик Галактичної імперії, розвинув науку, яку він назвав психоісторією, за допомогою якої міг передбачати історичні події в масштабах Галактики. Його передбачення свідчили про швидкий і неминучий розпад Галактичної імперії та про період смути й деградації, що повинен був тривати 30 тис. років. Селдон жодним чином не міг зупинити розпад, але він розробив план, як скоротити період смути до 1000 років. Для цього він під приводом компіляції Галактичної Енциклопедії, заснував на забутій далекій планеті Термінус на краю Галактики Фундацію і зібрав там видатних науковців. Перед смертю Селдон зробив записи своїх передбачень, які жителі Термінуса повинні продивлятися через певні проміжки часу, при настанні наступної кризи розвитку, звіряючи, чи йде історія за «планом Селдона».
З початком розпаду Імперії вчені з Термінуса втратили державне фінансування, й повинні були вигадувати способи виживання самі. Маючи знання, але не маючи ресурсів, вони вдосконалили відомі технології, які в охоплених розбратом інших частинах Імперії почали забуватися через повернення до простіших механізмів.
У першій книзі серії («Фундація»), зробленій у вигляді новел, темою яких є послідовні селдонівські кризи, Азімов розповідає про перемогу на Термінусі прагматизму над абстрактним теоретизуванням, про використання релігії для умиротворення й підкорення агресивних сусідніх планетних систем, про розвиток торгової мережі й відмову від релігії на користь відносин, основаних на взаємовигоді. Фундація завойовує вплив, але врешті стикається із залишком Галактичної імперії. У другій книзі («Фундація та Імперія») уже зміцнілий Термінус продовжує протистояння Галактичній імперії. При кожній кризі відкривається запис Селдона, і жителі Термінусу переконуються в тому, що все йде за планом.
Подальший план розвитку Термінуса, який би був водночас логічним і цікавим для читачів, Азімов виробити не зміг, і уже в другій книзі циклу план Селдона полетів шкереберть. Азімов придумав особливу людину, чоловіка на прізвисько Мул, який мав надзвичайну властивість здобувати собі союзників, підкорюючи волю людей. Найбільші його вороги після зустрічі, ставали вірними прихильниками. Мул відбудовує імперію, влада в якій, власне, тримається тільки на його волі. Підкоряється йому й Термінус, однак у рукаві в Селдона є ще одна козирна карта — Друга Фундація.
Однією з умов успішного передбачення майбутнього за допомогою психоісторії за Азімовим є невідання мас про це передбачення. Тому спеціалістів з психоісторії на Термінусі не було. Але, для контролю за процесом Селдон заснував окрему таємну організацію, яка отримала назву Другої Фундації. Ця організація продовжувала роботу із планом Селдона, застосовуючи математичні методи та надприродні психічні здібності своїх членів. Друга Фундація, залишаючись у затінку, мало широку мережу шпигунів у всій Галактиці.
Мул усвідомлював, що така організація існує, й намагався її знищити. Друга Фундація намагалася знищити Мула й повернути історичний процес на шлях, передбачений планом Селдона. Їм вдалося це зробити, але ціною викриття себе перед Термінусом. Термінус, звісно, не бажав, щоб ним керували сірі кардинали, і тому вжив заходів для знищення Другої Фундації. Проте, Друга Фундація вислизнула, пожертвувавши кількома своїми членами. Термінус повірив у те, що Друга Фундація знищена, Друга Фундація знову пішла у підпілля, а історичний процес повернувся до курсу, накресленого Гарі Селдоном.

Фундація та Земля

Після третьої книги Азімов покинув тему. Пізніше він говорив, що вичерпався й не має про що писати. Оригінальна «Фундація» поволі ставала класичним циклом, який любителі наукової фантастики високо цінували, але вважали минувшиною.
У кінці 70-х, коли від написання третьої книги пройшло майже чверть століття, видавці зробили Азімову пропозицію продовжити цикл, від якої він не зміг відмовитися. Нова книга циклу «Межа Фундації» вийшла напрочуд вдалою і довгий час стояла у списку бестселерів «Нью-Йорк Таймс».
План Селдона успішно діє. Термінус ще не став центром нової імперії, але має в Галактиці вплив, який можна порівняти з впливом США в сучасному світі. Значна частина Галактики підпорядкована йому, інші планети й планетні сектори схиляються перед ним, військова сила Термінусу достатня для того, щоб пригнітити будь-кого. Чергова Селдонівська криза зводиться до пропозиції переносу столиці ближче до центру Галактики, яка, як і передбачив Селдон, провалилася. Все йде чудово, тільки радник Тревайз невдоволений. Розміркувавши, він робить висновок: якщо план Селдона відновився після Мулівського спустошення, то йому хтось допомагає, а, отже, Друга Фундація існує й зачаїлася десь. Водночас, молодий учений із Другої Фундації проводить аналіз флуктуацій та відхилень від плану Селдона, неминучих для статистичної теорії, й приходить до висновку: флуктуації надто малі, а, отже, плану Селдона хтось допомагає, і цей хтось могутніший від Другої Фундації.
Уряд Термінуса відправляє Тревайза шукати в Галактиці Другу Фундацію, замаскувавши справжню мету мандрівки академічними пошуками планети Земля, яка за легендою є колискою людства. Друга Фундація теж шукає свого таємничного помічника-противника, й звертає увагу на діяльність Тревайза. Тревайз не знайшов Землю, проте викрив таємничу силу, яка допомагає плану Селдона, свідомо, але з іншою метою. Це планета Гея, на якій розвинувся особливий симбіоз між людиною і природою, коли вся планета є наче єдиним організмом і розумом. Гея вважає Тревайза особливою людиною, на яку покладено завдання вирішення долі людства, бо його рішення завжди правильні.
Книга завершується потрійним протистоянням. Три сили: Термінус — військово-бюрократична імперія, Друга Фундація — елітарне правління сірих кардиналів і Гея — шлях об'єднання всіх сил людства ціною втрати індивідуальності. Тревайз повинен вирішити за дорученням яким шляхом повинно йти людство. Тревайз вирішує на користь Геї, але тільки тому, що це довгий шлях, а йому ще не все зрозуміло. Щоб знати відповідь, йому потрібно відшукати Землю.
У наступній книзі циклу («Фундація та Земля») Азімов вирішив пов'язати сюжет «Фундації» з іншими своїми романами, зокрема із циклом про роботів. Невелика група на чолі з Тревайзом, продовжує пошуки легендарної колиски людства, Землі. Аналізуючи древні документи, вони знаходять планети спейсерів — першої експансії людства в космос, про які Азімов писав у інших своїх романах (цикл «Роботи»). Відвідини цих планет пошуковою групою дозволяють автору розповісти, що ж відбулося з вигаданими ним світами через багато тисяч років. Життя майже всюди на цих планетах або вимерло, або трансформувалося в щось незвичне.
Врешті-решт, пошуки приводять Тревайза з товаришами до Землі, давно зараженої радіацією. Люди тут більше не живуть. Проте, на Місяці, Тревайз знаходить створіння, яке керує всіма подіями циклу. Це давній знайомий читача за романами циклу «Роботи» Р. Даніл Оліво.
Азімов знову зупинився на подіях, що відбулися приблизно через 500 років з початку Фундації. До побудови нової імперії й завершення плану Селдона залишалося ще півтисячоліття, а перетворення Галактики за зразком Геї мало тривати мільйони років. В Азімова знову закінчилися ідеї щодо подальшого розвитку подій, і він почав писати приквели. У двох романах розповідається про життя Гарі Селдона, становлення науки психоісторії («Прелюдія до Фундації»), підготовку Першої Фундації на Термінусі, й Другої Фундації там, де кінчаються зорі («На шляху до Фундації»).

## Адаптації
- «Фундація» — телесеріал для Apple TV+ 2021 року.

## Цікаві факти
- Побутує думка, що роман Азімова сильно вплинув на Осаму бен Ладена, що навіть спонукало його ухвалити рішення створити терористичну організацію «Аль-Каїда». Бен Ладен взяв за зразок Гарі Селдона, що керує суспільством майбутнього шляхом наперед спланованих криз. Окрім цього, назва роману в перекладі арабською звучить як Al Qaida і, таким чином, могла бути причиною виникнення назви організації бен Ладена;
- Дії роману відбуваються у тому ж світі, що і події багатьох інших книг Азімова, наприклад, розповіді про роботів, та хронологічні пізніші романи про Трантор. Усі події поєднуються у своєрідну історію майбутнього.
- Трилогію Айзека Азімова «Фундація» записали на «Сонячну Бібліотеку» — кварцевий кристал (ковчег) — та запустили на геліоцентричну орбіту разом з родстером Tesla на борту новітньої ракети Falcon Heavy 6 лютого 2018 року[1].

## Переклади українською
У 2014-2015 роках українськомовний переклад перших 3 романів з серії "Фундація" зробив Євген Очеретяний та опублікувала мистецька спілка Толока.
У 2017-2021 роках українськомовний переклад 5 романів з серії "Фундація" зробив Роман Клочко та надрукувало видавництво КСД:
- Айзек Азімов. Фундація / Переклад з англійської: Роман Клочко. — Х. : КСД, 2017. — 224 с. — (серія «Фундація» № 1). — ISBN 978-617-12-3356-0.
- Айзек Азімов. Фундація та Імперія / Переклад з англійської: Роман Клочко. — Х. : КСД, 2017. — 224 с. — (серія «Фундація» № 2). — ISBN 978-617-12-3835-0.
- Айзек Азімов. Друга Фундація / Переклад з англійської: Роман Клочко. — Х. : КСД, 2017. — 224 с. — (серія «Фундація» № 3). — ISBN 978-617-12-3925-0.
- Айзек Азімов. Межа Фундації / Переклад з англійської: Роман Клочко. — КСД, 2020. — 480 с. — (серія «Фундація» № 4). — ISBN 978-617-12-8126-4.
- Айзек Азімов. Фундація та Земля / Переклад з англійської: Ната Гриценко. — КСД, 2021. — 480 с. — (серія «Фундація» № 5). — ISBN 978-617-12-9148-5.[4]